# نستله پیوریا
نستله پیوریا (انگلیسی: Nestlé Purina PetCare) شرکت غذای حیوانات آمریکایی است، که در سال ۲۰۰۱ توسط شرکت نستله تأسیس شد.